# Carl Friedrich Hindenburg
Carl Friedrich Hindenburg (Dresden, 13 de julho de 1741 – Leipzig, 17 de março de 1808) foi um matemático alemão que teve a maior parte do seu trabalho baseado nas teorias da análise combinatória e probabilidade. Também fez importantes contribuições ao divulgar a matemática pela Alemanha, tendo publicado artigos em pelo menos quatro jornais da época sobre a matemática e suas aplicações.